# Большая игра (телесериал)
«Больша́я игра́» — российский комедийный спортивный телесериал. Производством сериала занималась компания «Goose Goose Films».
Премьера телесериала состоялась 27 августа 2018 года на телеканале «СТС». Новые серии выходили в эфир с понедельника по четверг в 20:00.

## Сюжет
В 2017 году после череды неудач сборной России по футболу огромное количество просмотров в Интернете набирает видеоролик с военным Дмитрием Поповым, критикующим подготовку наших футболистов. Во Всемирной паутине создаётся и активно подписывается петиция о том, чтобы назначить Попова новым главным тренером российской сборной по футболу.
Всероссийский футбольный союз принимает решение удовлетворить желание народа и заведующий столовой военной части № 327814 Дмитрий Попов становится главным тренером сборной России по футболу и начинает готовить футболистов к Чемпионату мира-2018. Также появляются и те, кто хочет как можно скорее «избавиться» от нового тренера.
По своей концепции сериал несёт в себе сатирический оттенок, высмеивая реальные факты, события и проблемы российского футбола, например, один из персонажей — Леонтий Витальевич Цветков пародирует Виталия Мутко, бывшего министра спорта РФ.

## В ролях

### Игроки сборной России по футболу
| Актёр                  | Роль                                             |
| ---------------------- | ------------------------------------------------ |
| Кирилл Дыцевич         | Евгений (Женя) Смолин (игр. номер 10) нападающий |
| Антон Филипенко        | Бурмистров (игр. номер 5)                        |
| Пётр Романов           | Андрей Шахов (игр. номер 11) полузащитник        |
| Дмитрий Белоцерковский | Виктор Цыпкин (игр. номер 7) полузащитник        |
| Вячеслав Петренко      | Лукин (игр. номер 17)                            |
| Илья Малаков           | Алексей Гришин (игр. номер 9) нападающий         |
| Алексей Сидоров        | Антон Маслов (игр. номер 1) вратарь              |
| Антон Васильев         | Владимир (Вова) Кулешов (игр. номер 3) защитник  |
| Дмитрий Власкин        | Алексей Харитонов (игр. номер 8) полузащитник    |
| Станислав Румянцев     | Фролов (игр. номер 4) нападающий                 |
| Ильшат Шабаев          | Войнов (игр. номер 2) защитник                   |
| Александр Балабанов    | Аркадий Водахов (игр. номер 16) вратарь          |
| Дато Хубутия           | Абдуллаев (игр. номер 24)                        |
| Григорий Стригунов     | Игорь Перов (игр. номер 20)                      |
| Левани Гвазава         | Толстых (игр. номер 22)                          |
| Дмитрий Румянцев       | Фирсов (игр. номер 50)                           |
| Илья Чижиков           | Боровой (игр. номер 34)                          |
| Александр Осмоловский  | Воробьёв (игр. номер 25)                         |

### Тренерский штаб сборной России по футболу
| Актёр                | Роль |
| -------------------- | --- |
| Дмитрий Колчин       | Дмитрий Александрович Попов 35 лет, главный тренер сборной России по футболу, капитан, заведующий столовой военной части № 327814, министр спорта РФ |
| Сергей Лавыгин       | Геннадий Шкаликов помощник главного тренера сборной России по футболу, старший лейтенант военной части № 327814                                      |
| Анна Котова-Дерябина | Наталья Анатольевна Васнецова главный врач сборной России по футболу, девушка Дмитрия                                                                |
| Владислав Ветров     | Виктор Степанович тренер сборной России по футболу по физической подготовке                                                                          |
| Томас Моцкус         | Сергей помощник главного тренера сборной России по футболу, пятикратный чемпион России в составе трёх клубов                                         |
| Даниеле Гори         | Карло итальянец, тренер по тактике |
| Михаил Вихляев       | Габиуллин тренер вратарей |

### Менеджеры
| Актёр              | Роль |
| ------------------ | --- |
| Максим Лагашкин    | Леонтий Витальевич Цветков руководитель Всероссийского футбольного союза, вице-премьер по делам молодёжи и спорта |
| Наталья Рогожкина  | Елена Владимировна Лосева сотрудник Министерства футбольной федерации России                                      |
| Александр Обласов  | Обласов помощник Цветкова                                                                                         |
| Константин Карасик | Карасик помощник Цветкова                                                                                         |
| Александра Власова | Светлана Куприенко помощница Цветкова                                                                             |
| Сергей Юшкевич     | Андрей Владимирович Орлов начальник Цветкова, любовник Елены Лосевой                                              |

### Воинская часть № 327814
| Актёр           | Роль                                                                               |
| --------------- | ---------------------------------------------------------------------------------- |
| Николай Шрайбер | Виталий Сергеевич (Виталя) командир роты, друг Дмитрия Попова и Геннадия Шкаликова |
| Олег Кассин     | Азаров командир воинской части № 327814                                            |

### Родственники
| Актёр               | Роль                                      |
| ------------------- | ----------------------------------------- |
| Виктория Агалакова  | Маруся племянница Дмитрия Попова          |
| Марина Гайзидорская | Марина Степановна мама Натальи Васнецовой |
| Мария Кононова      | Катя сестра Натальи Васнецовой            |
| Максим Деричев      | Павел Воробьёв муж Кати                   |

### Другие
| Актёр             | Роль                                           |
| ----------------- | ---------------------------------------------- |
| Артём Ткаченко    | Игорь агент футболиста Евгения Смолина         |
| Марианна Шульц    | жена Андрея Орлова                             |
| Екатерина Ерохина | жена Вовы Кулешова                             |
| Сергей Гурьев     | Сергей Михайлович губернатор                   |
| Маурицио Филистад | Мануэль Пеллегрини чилийский футбольный тренер |
| Юлия Акимова      | Надя доярка                                    |
| Алевтина Тукан    | Лена Фомичёва «Фомич», автор интернет-мемов    |

### Приглашённые знаменитости
| Актёр               | Роль   |
| ------------------- | ------ |
| Тина Канделаки      | камео  |
| Роман Юнусов        | камео  |
| Антон Лирник        | камео  |
| Амиран Сардаров     | камео  |
| Катя IOWA           | камео  |
| Наталья Бардо       | камео  |
| Дмитрий Губерниев   | камео  |
| Роман Широков       | камео  |
| Кирилл Дементьев    | камео  |
| Нобель Арустамян    | камео  |
| Александр Кержаков  | камео  |
| Александр Панайотов | камео  |
| Иван Чуйков         | блогер |
| Тимур Соловьёв      | камео  |
| Тимур Журавель      | камео  |
| Константин Генич    | камео  |
| Михаил Поленов      | камео  |
| Евгений Савин       | камео  |
| Мария Командная     | камео  |
| Павел Занозин       | камео  |
| Дмитрий Шнякин      | камео  |

## Эпизоды

### Сезон 1
| № серии | Премьера   | Название серии              | Описание серии |
| ------- | ---------- | --------------------------- | --- |
| 1       | 27.08.2018 | —                           | 2017 год. После серий неудачных матчей сборной России по футболу под руководством Фабио Капелло в Интернете появляется петиция о назначении тренером человека из народа. Руководство страны согласно на эксперимент и к Чемпионату мира-2018 нашу сборную будет готовить Дмитрий Попов — начальник столовой в воинской части.                                                                                              |
| 2       | 27.08.2018 | «Я — тренер»                | Футболисты отказываются подчиняться дилетанту. Чтобы установить авторитет, Дима решает обратиться к армейским методам. Одновременно он пытается сблизиться с Наташей. Тем временем новым статусом Димы планируют воспользоваться другие: Гена назначает себя его помощником, а приехавшая племянница Маруся просто остаться жить. И только глава Всеросcийского союза Цветков по-прежнему пытается убрать Диму из сборной. |
| 3       | 28.08.2018 | «Посвящение»                | Футболисты собираются устроить в клубе посвящение Диме. Гена предостерегает друга: это не знак примирения, а хитрый способ подставить Диму. Но Дима не может не пойти, ведь он пригласил в клуб Наташу. Маруся тоже проникает на вечеринку, где знакомится со Смолиным. А Цветков готовится к хоккейному матчу с другими министрами и продолжает попытки убрать Диму.                                                      |
| 4       | 29.08.2018 | «Всё или ничего»            | У Димы решающий матч с бразильцами. Если команда выиграет, то он останется в сборной, а значит рядом с Наташей. Сможет ли Дима справиться с давлением и обыграть непобедимых пентакампеонов? Цветков уверен, что не сможет, и уже приготовил топовый вариант на замену. |
| 5       | 30.08.2018 | «Командировка»              | Дима в поисках новых игроков для сборной едет в Ижевск на кубковый матч. Там у него появляется возможность поближе познакомиться с Наташей. Цветков отправляет в Ижевск Карасика, чтобы тот выведал у Димы любую информацию для шантажа. А Маруся пробует удивить Смолина своим знанием языков. |
| 6       | 03.09.2018 | «Эксперт»                   | У Димы две проблемы. Он понял, что совсем не знает футбольную терминологию. И Гришин, кажется, положил глаз на Наташу. Дима пытается им помешать. Цветков поручает Карасику и Обласову шантажировать Марусю. Маруся же собирается преобразиться ради Смолина. |
| 7       | 04.09.2018 | «В работу!»                 | После ссоры с Наташей Дима слишком погрузился в работу. Это очень напрягает тренерский штаб. Гена пытается найти для Димы замену Наташе, чтобы Дима «спустил пар». Гришин знакомится с Марусей. Кажется, между ними пробегает искра. А вот Смолину Гришин совсем не нравится. Цветков поручает помощникам придумать русскую вувузелу и найти компромат на Наташу.                                                          |
| 8       | 05.09.2018 | «Шантаж»                    | Цветков выступает против Димы и шантажирует его компроматом на Наташу. Кажется, Дима ради любви готов уйти из сборной. Это не устраивает Лосеву, у которой свои планы. Гришин приглашает Марусю на свидание, чем бесит Смолина, а Цветков приглашает Диму в прямой эфир. |
| 9       | 06.09.2018 | «Человек года»              | Сборная под руководством Димы стала настоящей семьёй и начала обыгрывать всех подряд. Для поддержания командного духа Дима решает организовать шашлыки на день рождения Смолина. Маруся готовит Смолину особенный подарок. Лосева решает устроить Диме испытание «медными трубами». |
| 10      | 10.09.2018 | «Стильно, модно, молодёжно» | Дима — самый счастливый человек: его любит Наташа, вся страна и он король эфиров. Дима начинает слишком много времени уделять своей медийности. Цветков так и не подружился с Димой, но решает всё равно примазаться к его победам. |
| 11      | 10.09.2018 | «Конец»                     | Уволив всех тренеров из сборной, Дима начинает снова муштровать футболистов. Недовольство его методами растёт. Гена и Виталя решают разобраться с интернет-троллем. А Гришин пытается поддержать Марусю после расставания со Смолиным. |
| 12      | 11.09.2018 | «Америка»                   | Дима отправляется заливать горе расставаний с Наташей и с футболом обратно в воинскую часть, но просыпается с утра в Америке. Единственная возможность понять, что было вчера — посмотреть записи на телефоне Гены. Гришин и Маруся решают уехать в Ижевск. |
| 13      | 11.09.2018 | «Вперёд в прошлое»          | Дима снова тренер, но никто в сборной этому не рад. Он понимает, что с таким настроением на Чемпионате мира команду ждёт провал. Цветков ищет предателя в своих рядах. |
| 14      | 12.09.2018 | «Чемпионат мира»            | В преддверии чемпионата сборная попадает в психологическую яму. Дима решает раскрепостить сборную. Маруся хочет объясниться с Гришиным, но это не так-то просто. |
| 15      | 12.09.2018 | «Решающий матч»             | У сборной решающий матч — если победят, то впервые за 30 лет наши выйдут из группы. Такой исход совсем не устраивает Лосеву, которая замышляет масштабную диверсию. Дима решает вернуть Наташу не самыми честными методами Гены. |
| 16      | 13.09.2018 | «Сказка закончилась»        | Чемпионат закончен. Осталось сделать последнее: отчитаться перед комиссией за результат, получить новый контракт и сделать предложение Наташе. А Маруся тем временем открывает для себя прошлое Гришина. |

## Производство телесериала
- Рабочие названия сериала — «Я — тренер»[3], «Больше, чем тренер»[4] и «Тренер»[5].
- Изначально сериал планировалось сделать совместным проектом телеканалов «СТС» и «Матч ТВ». Среди генеральных продюсеров сериала числится Тина Канделаки — генеральный продюсер «Матч ТВ», которая помогала решать вопросы со стадионами и спортивными личностями всех уровней.[6].
- Среди актёров, исполняющих роли игроков сборной России по футболу, двое являются профессиональными танцовщиками и участниками первого сезона шоу «Танцы» на «ТНТ» — Ильшат Шабаев (победитель первого сезона шоу) и Вячеслав Петренко (полуфиналист первого сезона шоу)[7].
- Пятеро актёров, исполняющих роли игроков сборной России по футболу, являются профессиональными футболистами и представляют Любительские футбольные лиги России:
  - Дато Хубутия (нападающий в клубах «МСК Европа» и «Виктори тайм (ЦАО)»),
  - Григорий Стригунов (полузащитник клубов ФКСП и «Западный Легион»),
  - Левани Гвазава (нападающий в клубах «Свободный агент» и «Терминатор-2», полузащитник в клубах «Ереван Плаза» и «Москвич»),
  - Илья Чижиков (защитник клуба «Динамо Север»),
  - Александр Осмоловский (защитник в клубе «Сфера», вратарь в клубе «Сфера (СЗА)»)[8].

## Критика
Журналист «Комсомольской правды» Валентина Львова даёт невысокую оценку телесериалу:

«Первые две серии сделаны весьма прилично. И ритм, и шутки незатейливые, но забавные вполне… <…> В общем, зачин удался, но тут пришла большая проблема: третья серия. <…> Характеры обрисованы, интересное знакомство с персонажами состоялось, оформлено было неплохо, а что теперь-то с ними делать? Правильно. Влюблять героя в строгую блондинку. Добавлять в куча-мала легкомысленную племянницу и армейского бесцеремонного друга. Показывать, как в ночном клубе девицы друг друга вином поливают. Иногда выводить на пресс-конференции и на поле, поскольку без этих выходов зритель просто забудет, что сериал снят на футбольную тему…».— 